# Tehus
Et tehus er et etablissement, der primært serverer te og andre lette forfriskninger. Et tehus kan være et separat rum på et hotel der serverer afternoon tea, eller det kan være en særskilt adresse, hvor der kun serveres cream tea. Selvom tehuse kan variere meget, så fungerer de normalt som et socialt samlingssted ligesom caféer.
Nogle kulturer har et udvalg af særskilte te-relaterede etablissementer af forskellige type, afhængig af deres nationale tekultur. Dette tæller bl.a. britiske eller amerikanske tehuse, der serverer afternoon tea med et udvalg af forskellige kager.

## Alternativ betydning aftehus
I visse asiatiske lande, for eksempel Thailand, kan et tehus tillige være et sted, hvor man kan møde prostituerede eller service fra forskellige typer sexarbejdere udbydes.